# Peter Quenneville
Peter Quenneville (født 9. marts 1994) er en canadisk ishockeyspiller. Han spiller i øjeblikket for Aalborg Pirates.

## Aalborg Pirates (2017-18)
Han spillede 28 kampe og scorede 12 mål.